# Sclerophrys langanoensis
Espèce
Synonymes
- Bufo langanoensis Largen, Tandy & Tandy, 1978
- Amietophrynus langanoensis (Largen, Tandy & Tandy, 1978)

Statut de conservation UICN

 DD  : Données insuffisantes
Sclerophrys langanoensis est une espèce d'amphibiens de la famille des Bufonidae.

## Répartition
Cette espèce est endémique de la vallée du Grand Rift dans le Nord de l'Éthiopie. Elle se rencontre entre 700 et 1 600 m d'altitude dans le lac Langano et dans le parc national d'Awash.
Sa présence est incertaine en Érythrée et en Somalie.

## Description
Le mâle holotype mesure 54,6 mm.

## Étymologie
Son nom d'espèce, composé de langano et du suffixe latin -ensis, « qui vit dans, qui habite », lui a été donné en référence au lieu de sa découverte, le lac Langano.

## Publication originale
- Largen, Tandy & Tandy, 1978 : A new species of toad from the Rift Valley of Ethiopia, with observations on the other species of Bufo (Anura Amphibia Bufonidae) from this country. Monitore Zoologico Italiano Nuova Serie Supplemento, vol. 10, p. 1-41.